# Campeonato Sul-Americano de Atletismo em Pista Coberta de 2020 - Resultados
Esses foram os resultados do Campeonato Sul-Americano de Atletismo em Pista Coberta de 2020 que ocorreram nos dias 1 e 2 de fevereiro de 2020, no Estádio Municipal de Cochabamba, em Cochabamba, na Bolívia. 

## Resultado masculino

### 60 metros
1 de fevereiro
| Posição           | Raia | Atleta          | Nacionalidade | Tempo | Notas |
| ----------------- | ---- | --------------- | ------------- | ----- | ----- |
| Medalha de ouro   | 5    | Jeffrey Vanan   | Suriname      | 6.80  |       |
| Medalha de prata  | 7    | Rafael Vásquez  | Venezuela     | 6.85  |       |
| Medalha de bronze | 6    | Franco Florio   | Argentina     | 6.85  |       |
| 4                 | 3    | Virjilio Griggs | Panamá        | 6.86  |       |
| 5                 | 2    | Mateo Edward    | Panamá        | 6.86  |       |
| 6                 | 4    | Arnovis Dalmero | Colômbia      | 6.90  |       |
| 7                 | 8    | Tito Hinojosa   | Bolívia       | 7.05  |       |
| 8                 | 1    | Pablo Abán      | Bolívia       | 7.15  |       |

### 200 metros
2 de fevereiro
| Posição           | Raia | Atleta           | Nacionalidade | Tempo | Notas |
| ----------------- | ---- | ---------------- | ------------- | ----- | ----- |
| Medalha de ouro   | 5    | Virjilio Griggs  | Panamá        | 20.81 |       |
| Medalha de prata  | 6    | Rafael Vásquez   | Venezuela     | 21.34 |       |
| Medalha de bronze | 4    | Franco Florio    | Argentina     | 21.89 |       |
| 4                 | 2    | Tito Hinojosa    | Bolívia       | 22.08 |       |
| 5                 | 3    | Arturo Deliser   | Panamá        | 22.09 |       |
| 6                 | 1    | Sebastián Vargas | Bolívia       | 22.51 |       |

### 400 metros
1 de fevereiro
| Posição           | Raia | Atleta             | Nacionalidade | Tempo | Notas            |
| ----------------- | ---- | ------------------ | ------------- | ----- | ---------------- |
| Medalha de ouro   | 6    | Elian Larregina    | Argentina     | 47.52 | Recorde nacional |
| Medalha de prata  | 4    | Marco Vilca        | Peru          | 47.84 | Recorde nacional |
| Medalha de bronze | 5    | Anderson Henriques | Brasil        | 47.91 |                  |
| 4                 | 3    | Fernando Copa      | Bolívia       | 48.06 |                  |

### 800 metros
2 de fevereiro
| Posição           | Atleta                  | Nacionalidade | Tempo   | Notas            |
| ----------------- | ----------------------- | ------------- | ------- | ---------------- |
| Medalha de ouro   | Lucirio Antonio Garrido | Venezuela     | 1:53.54 |                  |
| Medalha de prata  | Marco Vilca             | Peru          | 1:54.11 | Recorde nacional |
| Medalha de bronze | Alejandro Peirano       | Chile         | 1:54.52 |                  |
| 4                 | Limber Ciprian          | Bolívia       | 1:59.06 |                  |
| 5                 | David Alborta           | Bolívia       | 1:59.42 |                  |
| 6                 | Diego Lacamoire         | Argentina     | 2:00.82 |                  |

### 1.500 metros
1 de fevereiro
| Posição           | Atleta             | Nacionalidade | Tempo   | Notas            |
| ----------------- | ------------------ | ------------- | ------- | ---------------- |
| 5                 | Matheus Pessoa*    | Brasil        | 3:56.68 | [ 4 ]            |
| Medalha de ouro   | Federico Bruno     | Argentina     | 3:56.88 |                  |
| Medalha de prata  | Santiago Catrofe   | Uruguai       | 3:58.18 | Recorde nacional |
| Medalha de bronze | Yessy Apaza        | Bolívia       | 4:00.36 |                  |
| 4                 | Erick Ruben Arando | Bolívia       | 4:00.85 |                  |
| 9                 | Diego Lacamoire    | Argentina     | DNF     |                  |

### 3.000 metros
2 de fevereiro
| Posição          | Atleta              | Nacionalidade | Tempo   | Notas |
| ---------------- | ------------------- | ------------- | ------- | ----- |
| Medalha de ouro  | Juan Jorge González | Bolívia       | 8:31.90 |       |
| Medalha de prata | Erick Ruben Arando  | Bolívia       | 8:41.17 |       |
| 3                | Federico Bruno      | Argentina     | DNF     |       |
| 3                | Santiago Catrofe    | Uruguai       | DNF     |       |
| 3                | Leonardo Padovani*  | Brasil        | DNF     | [ 4 ] |

### 60 metros barreiras
1 de fevereiro
| Posição           | Raia | Atleta              | Nacionalidade | Tempo | Notas            |
| ----------------- | ---- | ------------------- | ------------- | ----- | ---------------- |
| Medalha de ouro   | 5    | Gabriel Constantino | Brasil        | 7.78  |                  |
| Medalha de prata  | 7    | Eduardo de Deus     | Brasil        | 7.81  |                  |
| Medalha de bronze | 3    | Agustín Carrera     | Argentina     | 7.87  | Recorde nacional |
| 4                 | 4    | William Rios        | Panamá        | 8.17  |                  |
| 5                 | 6    | Maurico Sandoval    | Bolívia       | 8.18  |                  |
| 6                 | 2    | Camilo Acebey       | Bolívia       | 8.49  |                  |

### Revezamento 4x400 m
2 de fevereiro
| Posição          | Nacionalidade | Atletas                                                           | Tempo   | Notas            |
| ---------------- | ------------- | ----------------------------------------------------------------- | ------- | ---------------- |
| Medalha de ouro  | Bolívia       | Fernando Copa, Pablo Abán, Tito Hinojosa, Sebastián Vargas        | 3:25.61 |                  |
| Medalha de prata | Argentina     | Franco Florio, Maximiliano Díaz, Agustín Carrera, Elian Larregina | 3:29.45 | Recorde nacional |

### Salto em altura
2 de fevereiro
| Posição           | Atleta            | Nacionalidade | 2.00 | 2.05 | 2.10 | 2.13 | 2.16 | 2.19 | 2.22 | 2.25 | 2.28 | Resultados | Notas            |
| ----------------- | ----------------- | ------------- | ---- | ---- | ---- | ---- | ---- | ---- | ---- | ---- | ---- | ---------- | ---------------- |
| Medalha de ouro   | Fernando Ferreira | Brasil        | –    | –    | o    | o    | o    | o    | o    | xo   | xxx  | 2.25       |                  |
| Medalha de prata  | Eure Yáñez        | Venezuela     | –    | –    | o    | –    | o    | xo   | xxo  | xxx  |      | 2.22       | Recorde nacional |
| Medalha de bronze | Thiago Moura      | Brasil        | o    | o    | o    | o    | o    | xo   | xxx  |      |      | 2.19       |                  |
| 4                 | Carlos Layoy      | Argentina     | –    | o    | o    | –    | o    | xxx  |      |      |      | 2.16       | Recorde nacional |
| 5                 | David Bosquez     | Panamá        | o    | xo   | xxx  |      |      |      |      |      |      | 2.05       |                  |

### Salto com vara
2 de fevereiro
| Posição         | Atleta              | Nacionalidade | 5.00 | 5.35 | 5.50 | 5.65 | Resultados | Notas |
| --------------- | ------------------- | ------------- | ---- | ---- | ---- | ---- | ---------- | ----- |
| Medalha de ouro | Germán Chiaraviglio | Argentina     | –    | o    | xxo  | xxx  | 5.50       |       |
| 2               | Pablo Zaffaroni     | Argentina     | xxx  |      |      |      | NM         |       |

### Salto em comprimento
1 de fevereiro
| Posição           | Atleta              | Nacionalidade | #1   | #2   | #3   | #4   | #5   | #6   | Resultados | Notas            |
| ----------------- | ------------------- | ------------- | ---- | ---- | ---- | ---- | ---- | ---- | ---------- | ---------------- |
| Medalha de ouro   | Alexsandro Melo     | Brasil        | 7.82 | 8.08 | x    | x    | x    | x    | 8.08       |                  |
| Medalha de prata  | Leodan Torrealba    | Venezuela     | 7.51 | x    | 7.19 | 7.72 | 7.36 | 7.68 | 7.72       |                  |
| Medalha de bronze | José Luis Mandros   | Peru          | 7.72 | x    | x    | 7.63 | x    | x    | 7.72       |                  |
| 4                 | Arnovis Dalmero     | Colômbia      | x    | 7.56 | 7.33 | x    | 7.68 | x    | 7.68       | Recorde nacional |
| 5                 | Daniel Pineda       | Chile         | 7.31 | 7.45 | x    | x    | 7.62 | 7.52 | 7.62       | Recorde nacional |
| 6                 | Erick Suarez        | Bolívia       | 7.31 | 6.92 | 7.06 | 7.26 | x    | 6.76 | 7.31       |                  |
| 7                 | Adrian Alvarado     | Panamá        | 6.62 | 6.88 | 7.26 | 6.90 | 6.83 | 7.02 | 7.26       |                  |
| 8                 | Miguel van Assen    | Suriname      | 6.90 | 7.06 | 7.25 | –    | –    | –    | 7.25       | Recorde nacional |
| 9                 | Federico Guerrero   | Argentina     | x    | x    | 6.86 |      |      |      | 6.86       |                  |
| 10                | Miguel Ángel Alfaro | Bolívia       | x    | x    | x    |      |      |      | NM         |                  |

### Salto triplo
2 de fevereiro
| Posição           | Atleta              | Nacionalidade | #1    | #2    | #3    | #4    | #5    | #6    | Resultados | Notas            |
| ----------------- | ------------------- | ------------- | ----- | ----- | ----- | ----- | ----- | ----- | ---------- | ---------------- |
| Medalha de ouro   | Alexsandro Melo     | Brasil        | x     | 17.08 | x     | x     | x     | 17.10 | 17.10      |                  |
| Medalha de prata  | Mateus de Sá        | Brasil        | x     | x     | 16.62 | x     | x     | 16.30 | 16.62      |                  |
| Medalha de bronze | Maximiliano Díaz    | Argentina     | 15.99 | 16.29 | 16.52 | 16.39 | x     | 15.86 | 16.52      | Recorde nacional |
| 4                 | Álvaro Cortez       | Chile         | 15.85 | 16.13 | 14.89 | 16.30 | 16.26 | 16.22 | 16.30      | Recorde nacional |
| 5                 | Leodan Torrealba    | Venezuela     | 15.81 | 15.87 | x     | 15.97 | –     | x     | 15.97      |                  |
| 6                 | Federico Guerrero   | Argentina     | 15.07 | 15.55 | 14.92 | 15.22 | –     | x     | 15.55      |                  |
| 7                 | Miguel Ángel Alfaro | Bolívia       |       |       |       |       |       |       | DNS        |                  |
| 7                 | Miguel van Assen    | Suriname      |       |       |       |       |       |       | DNS        |                  |
| 7                 | Lucas Villaroel     | Bolívia       |       |       |       |       |       |       | DNS        |                  |

### Arremesso de peso
1 de fevereiro
| Posição           | Atleta           | Nacionalidade | #1    | #2    | #3    | #4    | #5    | #6    | Resultados | Notas |
| ----------------- | ---------------- | ------------- | ----- | ----- | ----- | ----- | ----- | ----- | ---------- | ----- |
| Medalha de ouro   | Willian Dourado  | Brasil        | 18.01 | 18.90 | 18.87 | 18.83 | 19.09 | 18.90 | 19.09      |       |
| Medalha de prata  | Ignacio Carballo | Argentina     | 18.54 | x     | 18.76 | 18.29 | 17.90 | 18.44 | 18.76      |       |
| Medalha de bronze | Aldo González    | Bolívia       | 18.02 | 18.40 | 18.55 | 18.02 | 18.41 | 18.73 | 18.73      |       |

## Resultado feminino

### 60 metros
1 de fevereiro
| Posição           | Raia | Atleta                    | Nacionalidade | Tempo | Notas |
| ----------------- | ---- | ------------------------- | ------------- | ----- | ----- |
| Medalha de ouro   | 4    | Rosângela Santos          | Brasil        | 7.34  |       |
| Medalha de prata  | 6    | Natalia Linares           | Colômbia      | 7.42  | {     |
| Medalha de bronze | 5    | María Victoria Woodward   | Argentina     | 7.51  |       |
| 4                 | 6    | María Florencia Lamboglia | Argentina     | 7.54  |       |
| 5                 | 2    | Alinny Delgadillo         | Bolívia       | 7.64  |       |
| 6                 | 7    | Guadalupe Torrez          | Bolívia       | 7.80  |       |
| 7                 | 1    | Giara Garate              | Peru          | 7.93  |       |

### 200 metros
2 de fevereiro
| Posição           | Raia | Atleta                  | Nacionalidade | Tempo | Notas            |
| ----------------- | ---- | ----------------------- | ------------- | ----- | ---------------- |
| 6                 | 5    | Thabata de Carvalho*    | Brasil        | 23.95 | [ 4 ]            |
| Medalha de ouro   | 3    | Natalia Linares         | Colômbia      | 24.19 |                  |
| Medalha de prata  | 4    | María Fernanda Mackenna | Chile         | 24.24 | Recorde nacional |
| Medalha de bronze | 6    | Noelia Martínez         | Argentina     | 24.41 | Recorde nacional |
| 4                 | 2    | Guadalupe Torrez        | Bolívia       | 25.34 |                  |
| 5                 | 1    | Leticia Arispe          | Bolívia       | 25.90 |                  |

### 400 metros
1 de fevereiro
| Posição           | Raia | Atleta                  | Nacionalidade | Tempo | Notas            |
| ----------------- | ---- | ----------------------- | ------------- | ----- | ---------------- |
| Medalha de ouro   | 5    | Tiffani Marinho         | Brasil        | 53.34 |                  |
| Medalha de prata  | 3    | María Fernanda Mackenna | Chile         | 54.45 | Recorde nacional |
| Medalha de bronze | 6    | Geisa Coutinho          | Brasil        | 54.75 |                  |
| 4                 | 4    | Noelia Martínez         | Argentina     | 54.81 |                  |
| 5                 | 2    | Cecilia Gómez           | Bolívia       | 55.76 |                  |
| 6                 | 1    | Lucía Sotomayor         | Bolívia       | 57.29 |                  |

### 800 metros
2 de fevereiro
| Posição           | Atleta            | Nacionalidade | Tempo   | Notas            |
| ----------------- | ----------------- | ------------- | ------- | ---------------- |
| Medalha de ouro   | Déborah Rodríguez | Uruguai       | 2:14.14 | Recorde nacional |
| Medalha de prata  | Mariana Borelli   | Argentina     | 2:16.99 |                  |
| Medalha de bronze | María Marascia    | Colômbia      | 2:17.98 |                  |
| 4                 | Nicole Vaca       | Bolívia       | 2:20.68 |                  |
| 5                 | Nelly Mamani      | Bolívia       | 2:20.91 |                  |

### 1.500 metros
1 de fevereiro
| Posição           | Atleta              | Nacionalidade | Tempo   | Notas            |
| ----------------- | ------------------- | ------------- | ------- | ---------------- |
| Medalha de ouro   | María Pía Fernández | Uruguai       | 4:31.03 | Recorde nacional |
| Medalha de prata  | Jhoselyn Camargo    | Bolívia       | 4:34.94 |                  |
| Medalha de bronze | Mariana Borelli     | Argentina     | 4:38.29 |                  |
| 4                 | Edith Mamani        | Bolívia       | 4:42.67 |                  |

### 3.000 metros
2 de fevereiro
| Posição          | Atleta              | Nacionalidade | Tempo    | Notas |
| ---------------- | ------------------- | ------------- | -------- | ----- |
| Medalha de ouro  | Jhoselyn Camargo    | Bolívia       | 9:55.68  |       |
| Medalha de prata | Edith Mamani        | Bolívia       | 10:00.72 |       |
| 3                | María Pía Fernández | Uruguai       | DNF      |       |

### 60 metros barreiras
1 de fevereiro
| Posição           | Raia | Atleta                    | Nacionalidade | Tempo | Notas            |
| ----------------- | ---- | ------------------------- | ------------- | ----- | ---------------- |
| Medalha de ouro   | 3    | María Ignacia Eguiguren   | Chile         | 8.40  | Recorde nacional |
| Medalha de prata  | 5    | María Florencia Lamboglia | Argentina     | 8.67  |                  |
| Medalha de bronze | 4    | Diana Bazalar             | Peru          | 8.85  |                  |
| 4                 | 6    | Danitza Avila             | Bolívia       | 9.53  |                  |
| 5                 | 7    | Reimy Irvin               | Panamá        | 9.60  |                  |
| 6                 | 2    | Camila Jiménez            | Bolívia       | 9.65  |                  |

### Revezamento 4x400 m
2 de fevereiro
| Posição         | Nacionalidade | Atletas                                                           | Tempo   | Notas |
| --------------- | ------------- | ----------------------------------------------------------------- | ------- | ----- |
| Medalha de ouro | Bolívia       | Lucía Sotomayor, Alinny Delgadillo, Leticia Arispe, Cecilia Gómez | 4:00.77 |       |

### Salto em altura
2 de fevereiro
| Posição           | Atleta            | Nacionalidade | 1.55 | 1.60 | 1.65 | 1.70 | 1.73 | 1.76 | 1.79 | 1.82 | 1.86 | Resultados | Notas            |
| ----------------- | ----------------- | ------------- | ---- | ---- | ---- | ---- | ---- | ---- | ---- | ---- | ---- | ---------- | ---------------- |
| Medalha de ouro   | Valdileia Martins | Brasil        | –    | –    | –    | –    | xo   | o    | o    | xxo  | xxx  | 1.82       |                  |
| Medalha de prata  | Lorena Aires      | Uruguai       | –    | –    | –    | o    | –    | xo   | xo   | xxx  |      | 1.79       | Recorde nacional |
| Medalha de bronze | Betsabé Páez      | Argentina     | –    | xo   | o    | o    | o    | xxx  |      |      |      | 1.73       |                  |
| 4                 | Carla Ríos        | Bolívia       | o    | o    | o    | o    | xxo  | xxx  |      |      |      | 1.73       |                  |

### Salto com vara
1 de fevereiro
| Posição          | Atleta         | Nacionalidade | 3.60 | 3.80 | 3.90 | 4.00 | 4.10 | Resultados | Notas            |
| ---------------- | -------------- | ------------- | ---- | ---- | ---- | ---- | ---- | ---------- | ---------------- |
| Medalha de ouro  | Nicole Hein    | Peru          | –    | o    | –    | o    | xxx  | 4.00       | Recorde nacional |
| Medalha de prata | Juliana Campos | Brasil        | o    | o    | –    | xxx  |      | 3.80       |                  |

### Salto em comprimento
1 de fevereiro
| Posição           | Atleta          | Nacionalidade | #1   | #2   | #3   | #4   | #5   | #6   | Resultados | Notas            |
| ----------------- | --------------- | ------------- | ---- | ---- | ---- | ---- | ---- | ---- | ---------- | ---------------- |
| Medalha de ouro   | Nathalee Aranda | Panamá        | x    | 6.58 | x    | 6.30 | –    | –    | 6.58       | Recorde nacional |
| Medalha de prata  | Aries Sánchez   | Venezuela     | x    | 6.44 | 6.33 | 6.45 | 6.45 | 6.50 | 6.50       |                  |
| Medalha de bronze | Eliane Martins  | Brasil        | 6.18 | x    | 6.44 | 6.23 | 6.29 | 6.30 | 6.44       |                  |
| 4                 | Macarena Reyes  | Chile         | x    | x    | 6.27 | 6.18 | x    | 6.27 | 6.27       | Recorde nacional |
| 5                 | Valeria Quispe  | Bolívia       | 5.84 | x    | x    | x    | 5.73 | 5.83 | 5.84       |                  |
| 6                 | Lindy García    | Bolívia       | 5.43 | 5.48 | 5.35 | 5.48 | x    | x    | 5.48       |                  |
| 7                 | Silvana Segura  | Peru          |      |      |      |      |      |      | DNS        |                  |

### Salto triplo
2 de fevereiro
| Posição           | Atleta               | Nacionalidade | #1    | #2    | #3    | #4    | #5    | #6    | Resultados | Notas            |
| ----------------- | -------------------- | ------------- | ----- | ----- | ----- | ----- | ----- | ----- | ---------- | ---------------- |
| 4                 | Gabriele dos Santos* | Brasil        | 13.55 | x     | x     | 13.92 | 13.73 | x     | 13.92      | [ 4 ]            |
| Medalha de ouro   | Liuva Zaidívar       | Equador       | 13.15 | x     | 13.31 | 13.26 | 13.52 | 13.15 | 13.52      | Recorde nacional |
| Medalha de prata  | Valeria Quispe       | Bolívia       | 12.82 | 13.12 | 13.10 | x     | 12.99 | x     | 13.12      |                  |
| Medalha de bronze | Silvana Segura       | Peru          | 13.01 | x     | 13.07 | 13.06 | x     | x     | 13.07      | Recorde nacional |

### Arremesso de peso
1 de fevereiro
| Posição          | Atleta         | Nacionalidade | #1    | #2    | #3    | #4    | #5    | #6    | Resultados | Notas |
| ---------------- | -------------- | ------------- | ----- | ----- | ----- | ----- | ----- | ----- | ---------- | ----- |
| Medalha de ouro  | Geisa Arcanjo  | Brasil        | x     | 16.94 | 16.62 | 17.09 | x     | 17.06 | 17.09      |       |
| Medalha de prata | Ivana Gallardo | Chile         | 16.44 | x     | 16.14 | 16.53 | 15.93 | x     | 16.53      |       |

Legenda
| Recorde mundial       | Recorde mundial (World record)               |                       | Recorde africano                      | Recorde africano (African) |                                           | Q | Classificado por posição (Qualified) |
| Recorde do campeonato | Recorde do campeonato (Championship record)  | Recorde da América    | Recorde da América (Americas)         | q                          | Classificado por melhor tempo (Qualified) |   |                                      |
| Melhor marca do ano   | Melhor marca do ano (World leading)          | Recorde asiático      | Recorde asiático (Asian)              | DNS                        | Não largou (Did not start)                |   |                                      |
| Recorde nacional      | Recorde nacional (National record)           | Recorde europeu       | Recorde europeu (European)            | DNF                        | Não terminou (Did not finish)             |   |                                      |
| Recorde pessoal       | Recorde pessoal do atleta (Personal best)    | Recorde da Oceania    | Recorde da Oceania (Oceania)          | DSQ / DQ                   | Desclassificado (Disqualified)            |   |                                      |
| Recorde da temporada  | Recorde da temporada do atleta (Season best) | Recorde sul-americano | Recorde sul-americano (South America) | NM                         | Sem marca (No mark)                       |   |                                      |